# Испытания Nakajima Ki-27 в НИИ ВВС РККА
Испытания Nakajima Ki-27 в НИИ ВВС РККА — условное название совокупности испытаний захваченного ВВС РККА на территории Монгольской Народной Республики истребителя И-97 Сухопутных войск Японии, проведенных в 1939-40 гг. в СССР в НИИ ВВС РККА.

### Прибытие в НИИ ВВС
10 сентября 1939 года на аэродром Чкаловский НИИ ВВС РККА перевезен захваченный на территории Монгольской Народной Республики истребитель Nakajima Ki-27 Квантунской армии. Самолёт при в НИИ ВВС со значительными повреждениями: отсутствовал руль высоты, сломаны хвостовая и моторная части фюзеляжа, в конструкции и в агрегатах винтомоторной группы насчитывалось большое количество пулевых пробоин. Машину восстановили на опытном заводе института, частично покрасили и подготовили к летным испытаниям Пришлось отремонтировать мотораму, хвостовую часть фюзеляжа, бензо- и маслобаки, стабилизатор, изготовить новый руль высоты, детали шасси и многое другое. В технической документации НИИ ВВС самолёту о присвоено условное обозначение И-97 .

### Программа летных испытаний истребителя И-97 в НИИ ВВС РККА
Истребитель И-97 проходил испытания в период с 15 ноября по 16 декабря 1939 г. и с 26 мая по 2 июня 1940 г. Зимой самолёт не летал из-за невозможности установки лыж для взлета и посадки. Всего во время испытаний были проведены 38 полетов общей продолжительностью 10 часов 30 минут.
Японский истребитель предвоенного периода Ки-27 тип 97 в документах НИИ ВВС получил название Накадзима И-97. На этот раз с принадлежностью самолёта к фирме не ошиблись. Именно в компании Накадзима под руководством конструктора Хидео Итакава разработан и построен Ки-27.
Однако во всех отчетах об испытаниях И-97 советские авиационные специалисты и летчики уверенно повторяли: этот истребитель является удачной модификацией самолёта Накадзима И-96 (то есть Мицубиси А5М2), который в 1939 г. уже исследовается в институте. Исходили из того, что внешний вид и геометрические размеры самолётов И-96 и И-97 почти совпадали, но конструкция И-97 совершеннее и мотор на нем установлен более мощный. Обращалось внимание на состав оборудования и высокое качество производственного выполнения всех деталей, практически одинаковые на обоих самолётах. Поэтому эти японские самолёты разных авторов и фирм упорно считались модификациями одной модели.
Мотор работал на земле 8 часов 50 минут, на станке — 20 часов 15 минут. Летные характеристики снимали с углом установки лопастей винта (33╟) и наддувом, которые соответствовали японской регулировке в боевых условиях. При испытаниях с самолёта демонтировали кольцевой (лобовой) масляный радиатор, так как при пробах мотора на земле масло в нём сильно переохлаждалось.
Испытание вооружения и спецоборудования в НИИ ВВС не проводилось, поскольку оно уже было знакомо по самолётам И-95бис и И-96.
Кроме изучения вышеупомянутой машины, произведен облет самолёта И-97 более позднего выпуска летчиками НИИ ВВС и летчиками Н-ской авиационной части (предположительно — на территории Монголии).
Источником информации для специалистов института служили также отчеты по проведению воздушных боев с И-97 советских самолётов И-16 и И-153 во время операций в районе озера Халхин-Гол.

### Состав комиссии по летным испытаниям истребителя И-97 в НИИ ВВС РККА
В группу непосредственных участников испытаний входили:
- ведущий инженер с помощником (военинженеры 3-го ранга М. И. Таракановский и Рабкин)
- ведущие инженеры по ВМГ и вооружению (военинженеры 3-го ранга Золоторев и Березин)
- летчик-испытатель (капитан А. С. Николаев)
- техник самолёта и вооружения (воентехники 2-го ранга Стрелков и Наумов)
- моторист (старшина Сидоркин)
- техники по приборам и кислороду (Быков и Коробков).
- техники-расчетчики (Андросова и Сорина)

Истребитель облётывали:
- генерал-майор авиации А. И. Филин
- полковой комиссар Холопцев
- летчики-испытатели (майоры С. П. Супрун и П. М. Стефановский)
- военинженеры 2-го ранга капитаны А. Г. Кочетков и А. Г. Прошаков
- старшие лейтенанты А. Г Кубышкин и Шапоров
- летчик-испытатель Н-ской части К. К. Коккинаки
- комэск Н-ской части Олейниченко.

### Особенности конструкции
Конструктивно самолёт И-97 представляет цельнометаллический низкоплан. Фюзеляж — монокок с дюралевой обшивкой и стрингерами. Киль изготовлен заодно с фюзеляжем. За кабиной летчика на фюзеляже имеется разъем для удобства транспортировки. Внизу большой люк для осмотра креплений передней и задней части фюзеляжа, а также агрегатов управления.
Кабина закрытая типа, со сдвигающимся назад фонарем. Подвижная средняя часть на исследуемом в НИИ ВВС экземпляре И-97 отсутствовует — её, очевидно, сняли в боевой обстановке для улучшения обзора.
Крыло трехлонжеронное, с работающей обшивкой, тонкого профиля. Имеет сквозное строение и короткие съемные отсеки на консолях. На крыле установлены щитки-закрылки типа Шренк с механическим управлением. Элероны типа Фрайз . Заклепки крыла (как и фюзеляжа) выполнены с потайной головкой. Оперение металлическое, рули и элероны с полотняной обтяжкой. На руле высоты установлен регулируемый на земле флетнер,. На руле поворотов и элеронах установлены пластинки для балансировки самолёта на земле. Рули и элероны имеют 100-% весовую компенсацию. Шасси одностоечное, неубирающееся. Костыль неориентирующийся и неуправляемый. Амортизация шасси а масляно-пневматическая, а костыля — масляно-пружинная. Тормоза колес механические. Управление смешанное: элеронами — жесткое, а рулем высоты и поворотов — тросовое.
На самолёте И-97 устанавливается звездообразный мотор воздушного охлаждения фирмы Котобуки . Он имел максимальную мощность 650 л. с., снабжен редуктором и нагнетателем. Высотность мотора, полученная при летных испытаниях, равнялась 3100 метрам. Винт металлический, трехлопастный, фиксированного шага (испытания в НИИ ВВС проводили с двухлопастным, советского производства). Запуск мотора осуществляется от автостартера через храповик на втулке винта. Машина имеет пять бензобаков: четыре в крыле и резервный в фюзеляже, за доской приборов. Емкость основных баков 332 литра (250 кг). Кроме того, на самолёте предусматривалась подвеска сбрасывающихся бензобаков. Масляный бак один. Бензо-и маслобаки непротектированные.

#### Вооружение
Вооружение самолёта состоит из двух синхронных пулемётов Виккерс калибра 7,7 мм с общим боезапасом 1000—1100 патронов. Имеется оптический прицел типа ОП-1. Гашетка пулемётов, как и на других японских самолётах, монтировалась на секторе нормального газа мотора.

#### Вспомогательное оборудование
Изготовленное в Японии по лицензии кислородное оборудование французской фирмы Гурду-Лезэр образца 1930 г. состоит из баллона, редуктора, индикатора потока, полумаски и гладкого резинового шланга с наружным диаметром 8 мм.
Для полетов ночью и в сложных метеоусловиях на щитке крыла устанавливались два факела-держателя. В полете, когда щитки закрыты, факелы направлены вдоль по потоку. На посадке они отклоняются на 45°╟ вместе со щитками. Для лучшего видения приборов на их стрелки и шкалы нанесено большое количество светящейся массы. Индивидуальное освещение имел только компас. На самолёте предусматривалось место для радиостанции, и имелись вводы для антенны. Питание электроэнергией осуществлялось от аккумулятора.

## Удобство работы летчика
В результате обобщенного мнения советских летчиков-испытателей сложилась картина рабочего места пилота на японском истребителе. Кабина просторная, задувание незначительное, возможен полет без очков. Рычаги управления расположены удобно. Приборы на приборной доске малочисленны и хорошо скомпонованы для наблюдения. Обзор на рулежке вперед лучше, чем на И-16, благодаря тому, что летчик сидит выше и ближе к мотору. Обзор в стороны и назад хороший. Открытые створки капота ухудшают обзор. Обзор при наборе высоты вперед неудовлетворительный. В полете обзор назад, вниз, вверх, вперед и в стороны очень хорошие. Недостаточен обзор вперед-вниз под собой. Обтекатель за головой летчика застеклен плексигласом, что очень помогает обзору назад во время воздушного боя. Удобно расположенное зеркало впереди летчика под козырьком в верхней части облегчало обзор задней полусферы.
Сидение неудачное, у летчика быстро устают спина и поясница. Регулирование щитков при помощи рукоятки занимает много времени, для полного опускания щитков (до 45°) приходится делать 21 оборот. Неудобны педали ножного управления и тормозов. Сектор высотного газа пружинит и может отходить. Бронеспинка кресла отсутствует. Позади кабины под фюзеляжем находится люк, через который человек легко попадает в самолёт. Благодаря этому можно возить с собой техника, если этого требует обстановка.

### Особенности силовой установки
Мотор Котобуки, заводской №51. Однорядная звезда, 9 цилиндров. Максимальная мощность у земли - 650 л.с., номинальная - 520 л.с., номинальная мощность на расчетной высоте 3100 м - 580 л.с., максимально допустимые обороты - 2500 об/мин., минимальные - 400 об/мин. Винт типа ВФШ, трехлопастный, диаметр - 2,9, ширина лопастей - 254 мм, материал лопастей дюраль. Моторама стержневая сварная из стальных труб, без амортизации. Капоты воздушного охлаждения быстросъемные (тип НАКА). Подход к задней части мотора затруднен. Всасывающий патрубок карбюратора расположен сверху и не ухудшает обзора летчику.

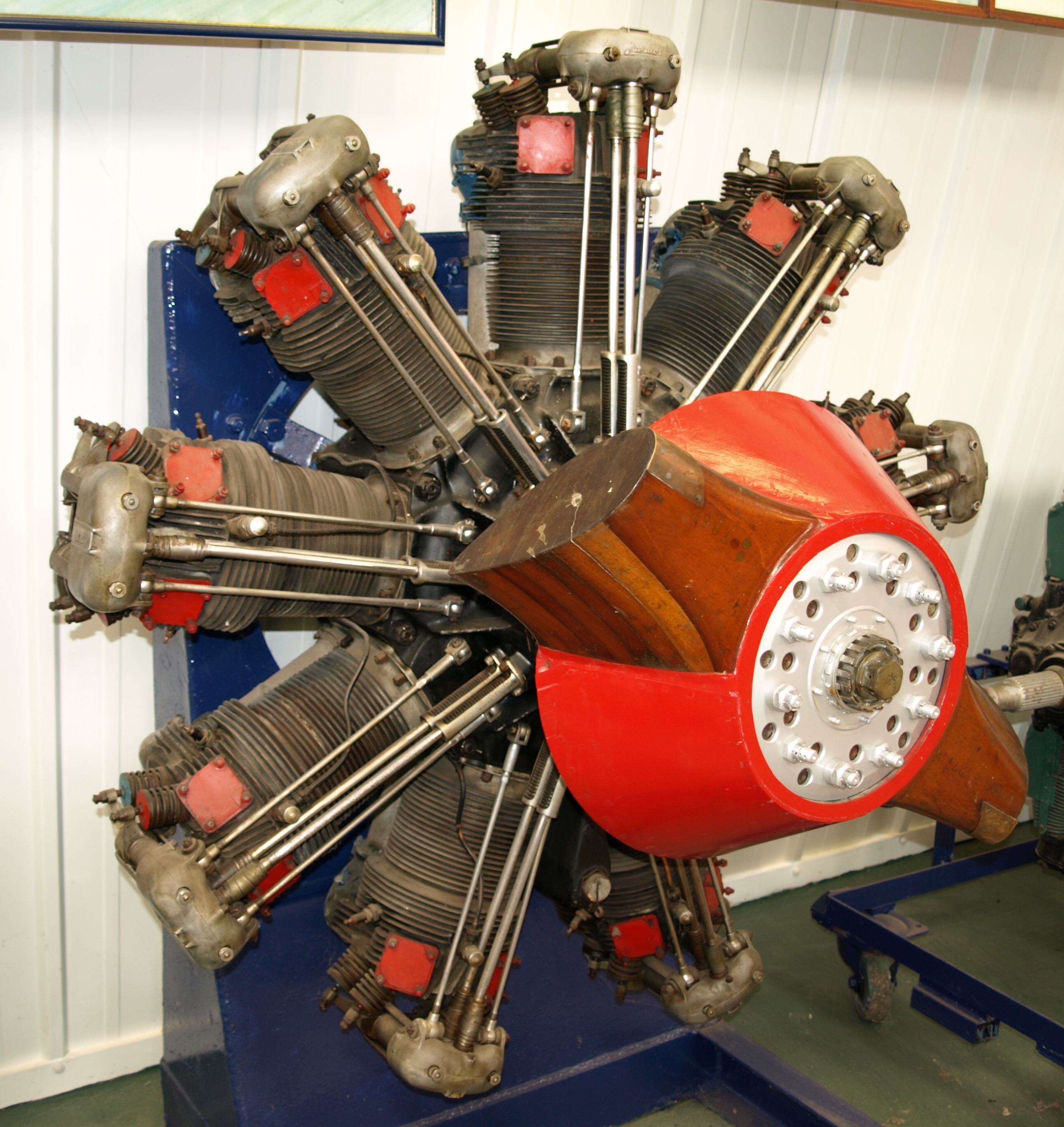
Лицензионная основа двигателя Накадзима-Котобуки — авиадвигатель Бристоль -Юпитер (Великобритания)

Бензобаки сварные из алюминиевого сплава. Бензопровод частично из дюралевых труб, частично из суперфлекса. Соединения ниппельные, аварийного слива нет. Заменять нижние баки в крыле удобно, резервный бак - нет. Общая емкость бензосистемы в 332 л обеспечивает питание мотора на земле и в воздухе до высоты 8500 метров. На заправку горючего требуется 12-14 минут, управление бензокранами удобное. Показание бензометра не соответствует действительному количеству бензина в баках. Слив горючего неудобен и отнимает много времени. Благодаря установке двух подвесных сбрасывающихся бензобаков И-97 может находиться в воздухе 4 часа и покрыть расстояние в 1000 км, что позволяет использовать его для сопровождения бомбардировщиков.
Маслобак расположен на пожарной перегородке, снимать его неудобно Регулировка температуры масла отсутствует. Выхлоп имеет два коллектора, выведенных вниз. Полная емкость маслобака 30 л, нормальная заправка - 23-24 л. Система смазки обеспечивает нормальную смазку мотора до высоты 8500 метров. Температура масла на высоте 7000 м достигает 115╟С, при дальнейшем подъеме начинает понижаться. Нормальное давление масла сохраняется на всех высотах.
Мотор эксплуатировается на горючем ЗБ-74, с октановым числом 91 и маркой масла "СС".
Управление мотором осуществляется жесткими тягами, три рычага расположены на левом борту фюзеляжа. Запуск при помощи автостартера надежен. Противопожарная перегородка в конструкции фюзеляжа выпускной формы.
Имеются следующие контрольные приборы: 
- счетчик оборотов
- вакууммер
- манометр
- термометр масла
- манометр масла и бензина
- термопара с переключателем на два цилиндра.

Высотный корректор работает весьма эффективно. Приемистость прогретого мотора нормальная. Случаются перебои в работе мотора из-за переохлаждения головок цилиндров при планировании с полностью закрытыми "юбками". Такой же недостаток зафиксирован и при испытании самолета И-96
В полетах возникает тряска мотора высокой частоты, сопровождаемая "зудом" Самолет не терпит малых скоростей с работающим мотором и сильно вибрирует в горизонтальном полете, на планировании и при парашютировании Вибрация исходит от моторной установки и от хвостового оперения. Самолет вибрирует также на пикировании, на боевом развороте и на вираже. При полетах на больших скоростях вибрация имеет небольшую амплитуду, но большую частоту.

Возможны следующие причины: моторама к фюзеляжу крепится без амортизации, вибрации распространяются от мотора на самолет. В мотораме перебит пулей один подкос; на испытуемом И-97 стоял не трехлопастной (как положено), а слишком легкий для него двухлопастный винт от самолета И-16, поэтому между втулкой и носком вала образуется большой люфт.
После снятия летных характеристик в НИИ ВВС испытания И-97 прекратили из-за ненадежной работы мотора.

### Особенности пилотирования
Самолёт обладает хорошей продольной поперечной и путевой устойчивостью, по технике пилотирования напоминает истребитель И-96. На ровном и сухом грунте аэродрома самолёт рулит со скоростью 6-7 км/ч при 800—900 об/мин. Рулить на мягком грунте можно без сопровождающего, но разворот делается с большим радиусом. Летчик дает газ до 1300—1500 об/мин и отводит ручку до отказа вперед. Хвост у самолёта очень легкий, при пробе мотора технику приходится его держать. Жестко фиксированный костыль шасси и механические малоэффективные тормоза усложняют пробег и рулежку, особенно с боковым ветром.
Взлет простой: истребитель быстро поднимает хвост, тенденция к развороту отсутствует, обзор вперед хороший. Разбег получается по длине как у И-16, отрыв происходит очень плавно. Самолёт взлетает лучше при открытых на 10-15°щитках. Наиболее выгодная скорость набора высоты 190—200 км/ч при 2100 об/мин. Скороподъемность хорошая. При наборе высоты самолёт имеет тенденцию к развороту влево, при резком сбросе оборотов опускает нос и разворачивается вправо. В горизонтальном полете самолёт устойчив. При увеличении скорости нагрузка на ручку возрастает, на средних и малых скоростях можно лететь с брошенной ручкой. На больших скоростях сбалансировать самолёт не представляется невозможным из-за отсутствия триммеров
Закрылки на И-97 не очень эффективны ввиду малой площади, но без закрылков самолёт плохо теряет высоту и при выдерживании несется над землей как И-16. Скорость планирования с открытыми полностью (45°) щитками равняется 130—140 км/ч при 350—450 об/мин. Самолёт слегка кабрирует, но планирует устойчиво, посадка происходит без затруднений. При планировании без щитков при скорости 140—150 км/ч глиссада слишком пологая, плохо просматривается посадочная полоса. В этом случае самолёт по траектории планирования напоминал планер типа Г-10. Посадка простая как с закрылками, так и без закрылков. Самолёт к сваливанию на крыло тенденции не имеет, допускает высокое выравнивание, с которого плюхается на три точки. Рулей высоты для 3-х точечной посадки не хватает, как и на И-96. Самолёт легко переводится в скольжение и устойчиво скользит на скорости 150—160 км/ч при 800—1000 об/мин с креном 50-60°. В конце пробега наблюдается тенденция к разворотам, что объясняется неудовлетворительными тормозами.
Летчики-испытатели отмечали:
И-97 очень хорошо делает виражи. При перетягивании ручки самолет в "штопор" не сваливается, а только дрожит. Лучшая скорость на вираже - 200 км/ч. Время и на левом, и на правом виражах - 12 секунд (в отдельных случаях до 11 секунд). Серийный тройной вираж самолет проходит за 37 секунд и влево, и вправо, "восьмерку" делает за 24-25 секунд. Самолет очень легко вводится в вираж (чувствуется нагрузка на элероны), но неохотно переходит с виража в вираж – приходится помогать ногой. Разницы в выполнении правого и левого виража нет. За время пилотажа И-97 хорошо слушается всех рулей управления, виражит устойчиво. Нагрузка на элероны, руль глубины и руль поворота незначительная, приятная, хорошая для истребителя. Самолет делает хорошо боевой разворот с большим набором высоты Перегрузка на развороте значительно меньше, чем на И-16. Самолет очень хорошо парашютирует до скорости 80-90 км/ч.

Когда И-97 теряет скорость, он падает строго на нос. Самолет очень устойчив на пикировании и быстро набирает скорость. При выводе из пикирования нагрузки на рули глубины незначительны. Тенденции к затягиванию на пикировании нет, но при энергичном выводе из пикирования самолет начинает трясти. Покачивания с крыла на крыло, как у самолета И-16, не наблюдается. Путевая, продольная и поперечная устойчивость у И-97 очень хорошая и напоминает самолет "Мессершмидт.
Истребитель И-97 обладает хорошей маневренностью в горизонтальной плоскости — на виражах и восьмерках. Благодаря значительной вертикальной скорости самолёт должен обладать хорошим манёвром по высоте. Однако вертикальный манёвр в НИИ ВВС не проверялся ввиду большой изношенности машины. Опасались и вибрации мотора, вызванной отсутствием амортизации в системе его подвески. Моторама сварена в 4-х местах из-за повреждения трех подкосов из восьми.
Итак, самолёт И-97 имел сравнительно высокие летные данные при моторе мощностью 650 л с., неубирающемся шасси и небольшой посадочной скорости. Советские специалисты обосновали это рядом причин:
- меньшим, чем у истребителей ВВС Красной Армии, миделем (диаметр звезды мотора меньше на 6 %)
- металлическим покрытием с заклепками впотай у крыльев и фюзеляжа, в отличие от отечественного — полотняного
- меньшей относительной толщиной профиля крыла (15 % у корня)
- наличием редуктора на моторе, что улучшает условия работы винта
- небольшим полетным весом.

Хорошие взлетно-посадочные свойства самолёта и маневренность получены за счет отличной продольной, поперечной и путевой устойчивости — благодаря передней центровке 25,4 % САХ; большому поперечному V крыльев (7°) и удачному выбору площадей оперения.
C другой стороны, стремление к уменьшению полетного веса усложнило эксплуатацию и транспортировку самолёта. И-97 оказался недостаточно прочным в нормальных полетах (наличие вибраций, обусловленных полным отсутствием амортизации мотора) и при пикировании. Высота отвесного пикирования ограничивалась 500—700 метрами, что являлось слабым местом И-97.

### Специфика воздушного боя
Картина воздушных боев самолётов И-153 с истребителями И-97 складывается на основании опыта боевых действий в МНР в 1939 г. и боев в Н-ской авиационной части (предположительно — в Китае), участником которых стал летчик-испытатель НИИ ВВС (капитан А. С. Николаев):
Воздушный бой И-97 с самолетом И-153 М-63 ведется, как правило, в составе группы, хотя были схватки один на один. Продолжительность боев колебалось в пределах от 2 до 20 минут. При сближении И-97 всегда были выше И-153 на 200-1000 метров и начинали атаку, пикируя под углом 50-80°. При выходе из атаки большая часть И-97 уходила боевым разворотом с набором высоты, меньшая, закончив стрельбу, врассыпную уходила вниз. И-153 до и во время атаки И-97 старались набрать как можно большую высоту и оттуда стреляли по атакующим. После первой же атаки завязывается бой. Как И-153, так и И-97 оставляли в строю лишь отдельные звенья. Уже через 2-3 минуты боя каждый дерется самостоятельно, в лучшем случае, парой, что похоже на рой пчел, переплетенный шнурами трассирующих пуль. Большинство летчиков дралось на вертикали, остальные - на "петлях", виражах и боевых разворотах. Легко драться с И-97 только до высоты 4000 метров. Если И-97 входил в вираж, то И-153 в начале или в конце второго виража заходил ему в хвост, и "японцу" приходилось переходить на вертикальный маневр.
Лобовых атак И-97 боится. Если И-153 попадал в тяжелое положение, то легко мог уйти пикированием змейкой. И-97 круто пикирует не более 700—1000 метров, после чего прекращает преследование. При опросе пленных летчиков выяснилось: они пикируют круто, но не продолжительно из-за большой вибрации крыльев (особенно консольной части) и быстрого охлаждения мотора, который при этом может остановиться. Однажды при преследовании И-153 (А. С. Николаев) во время боя у И-97 оторвалась консоль крыла после пикирования 500—700 метров, причем возможность повреждения крыла при преследовании исключается, так как огонь велся по кабине. Самолёт, как показывают очевидцы, новый.
Аналогичный случай произошел во время боя в районе Тамцак-Булат, что также подтверждают множество свидетелей из числа летчиков.
И-97 часто обманывали И-153 на петлях. В положении вверх колесами, летчик на И-97 отдавал ручку от себя и продолжал полет в том же положении, а И-153, не удержавшись вверх колесами, сваливается. Или, в положении вверх колесами, летчик И-97 давал ногу. Самолёт разворачивается вправо или влево, оставаясь в положении вверх колесами, а И-153 проскакивает прямо. Эти манёвры удавались ввиду малой нагрузки на 1 м2 и хорошей устойчивости И-97.
Очень часто И-97 использовал хорошую устойчивость на малых скоростях и обманывал нагоняющих его тем, что начинал полет на очень маленькой скорости. Самолёты противника проскакивали мимо, не успев произвести прицельного огня.
Летчик-испытатель С. П. Супрун, пилотировавший И-97 в воздушном бою с пушечным самолётом И-16 М-25В, докладывал:
Тактическое преимущество самолета И-97 особенно сказывается на высотах более 3000 метров. Самолет И-16 делает вираж за 16-17 секунд, у И-97 время виража 12 секунд. На вираже И-16 недостаточно устойчив. При перетягивании ручки может или выйти из виража, или сорваться в "штопор". И-97 виражит устойчиво с полностью выбранной ручкой и не имеет тенденции к сваливанию в "штопор". В боях на вираже самолет И-97 имеет преимущество. В боях на вертикальных маневрах преимущество также остается за И-97. Японский самолет набирает большую высоту, чем И-16, и оказывается в более выгодном положении. Выходить из боя самолету И-16 лучше только продолжительным отвесным пикированием, потому что И-97 долгое время пикировать не может. Обычный для И-16 прием ведения воздушного боя: использование высоты и большей горизонтальной скорости для набора высоты после атаки за счет разгона. Атаковавший противника И-16 уходит со снижением и убедившись в том, что преследования нет, снова набирает высоту для атаки. И-97 обладает хорошей устойчивостью, что позволяет летчикам вести на нем продолжительный огонь в положении "вверх колесами". На наших самолетах этого сделать нельзя.

### Заключение специалистов НИИ ВВС
В заключение Акта по результатам испытаний японского истребителя На-кадзима И-97 говорилось:
Летные данные, маневренность, простота и удобство пилотирования И-97 требуют изучения методов борьбы с этим самолетом в частях ВВС Красной Армии. Прочность И-97 недостаточная. Уровень летных характеристик и маневренности И-97 соответствует уровню маневренных серийных истребителей ВВС Красной Армии, но ниже летных данных скоростных серийных самолетов. Живучесть И-97 меньшая, чем у истребительных отечественных самолетов. Отсутствуют бронирование экипажа, протектирование баков и заполнение бензобаков нейтральными газами. Вооружение И-97 слабее вооружения истребительных отечественных самолетов, боезапас также меньше, чем у нас. Спецоборудование применяется устаревшее. 
Передать И-97 на завод №156 для детального изучения конструкции и внедрения положительных образцов в отечественную промышленность. Для полетов самолет не использовать из-за сильной поношенности и наличия вибрации, а также неудовлетворительной работы винтомоторной группы.